# Fernand Meese
Fernand Meese (5 november 1954) is een voormalig voetbalscheidsrechter uit België, die woonachtig is in Sint-Kruis.
Hij was 27 jaar lang actief als arbiter en leidde tussen 1990 en 1999, 200 wedstrijden in 1e nationale. Fernand Meese was van 1993 tot 1999 FIFA Referee en werd aangeduid voor 60 Europese zendingen. Na zijn actieve loopbaan trad hij toe tot de Centrale Scheidsrechterscommissie van de Belgische Voetbalbond (KBVB), die hem vervolgens bij de UEFA naar voren schoof als referee observer. Vanaf augustus 2003 werd Fernand Meese op vraag van UEFA opgenomen bij de Delegates Panel. Het feit dat hij beroepshalve werkzaam was bij de Voetbalcel van de Politie Brugge was hier zeker niet vreemd aan. Vanaf oktober 2003 voerde hij ook opdrachten uit als UEFA Security Officer. In die laatste rol was Fernand Meese reeds aangesteld op de UEFA U-21 Championship 2007 in Nederland, de EURO 2008 in Oostenrijk en Zwitserland alsook de EURO 2012 in Polen en Oekraïne. Ook voor FIFA was Fernand Meese reeds sedert 2008 aangesteld als Match Commissioner. In juli/augustus 2011 was hij FIFA Security Officer tijdens de FIFA U-20 World Cup in Colombia, in 2013 FIFA Security Officer voor de FIFA U-20 World Cup Turkey 2013 en in juni 2014 FIFA Security Officer voor de 2014 FIFA World Cup Brazil. Verder hield Fernand Meese eveneens lezingen over 'Football and Stadium Safety & Security Matters' in Ivoorkust en Abu Dhabi.
Fernand Meese is sedert februari 2012 Voorzitter van de Commissie Veiligheid bij de KBVB.

## Interlands
| Datum            | Plaats  | Wedstrijd                | Uitslag | Type              | Kreeg geel | Kreeg voor de tweede keer geel en dus rood | Weggestuurd |
| ---------------- | ------- | ------------------------ | ------- | ----------------- | ---------- | ------------------------------------------ | ----------- |
| 27 maart 1996    | Wenen   | Oostenrijk – Zwitserland | 1 – 0   | Vriendschappelijk | 2          | 0                                          | 0           |
| 10 oktober 1998  | Larnaca | Cyprus – Oostenrijk      | 0 – 3   | EK-kwalificatie   | 7          | 1                                          | 0           |
| 18 november 1998 | Salerno | Italië – Spanje          | 2 – 2   | Vriendschappelijk | 1          | 0                                          | 0           |
| 28 april 1999    | Arnhem  | Nederland – Marokko      | 1 – 2   | Vriendschappelijk | 0          | 0                                          | 0           |